# Saasa
Saasa ist ein Stadtteil der Kreisstadt Eisenberg im Saale-Holzland-Kreis in Thüringen.

## Geografie
Unmittelbar an der Anschlussstelle zur Bundesautobahn 9 beginnt die ehemalige Gemarkung des Dorfes Saasa. Saasa ist nicht mehr das Bauerndorf von einst, sondern die Westpforte der Stadt Eisenberg geworden.

## Geschichte
Das Dorf Saasa wurde 1281 urkundlich ersterwähnt. Es gehörte zum wettinischen Kreisamt Eisenberg, welches aufgrund mehrerer Teilungen im Lauf seines Bestehens unter der Hoheit verschiedener Ernestinischer Herzogtümer stand. 1826 kam der Ort mit dem Südteil des Kreisamts Eisenberg und der Stadt Eisenberg vom Herzogtum Sachsen-Gotha-Altenburg zum Herzogtum Sachsen-Altenburg.
Das Dorf wurde bereits am 1. April 1964 in die Stadt Eisenberg eingemeindet. Erst ging die Annäherung an die Verhältnisse der Stadt langsam voran. Die rasante Entwicklung vom Bauerndorf zum Eingangstor von Eisenberg begann nach 1990 und ging mit Entwicklung und Bewahren alter Traditionen einher.

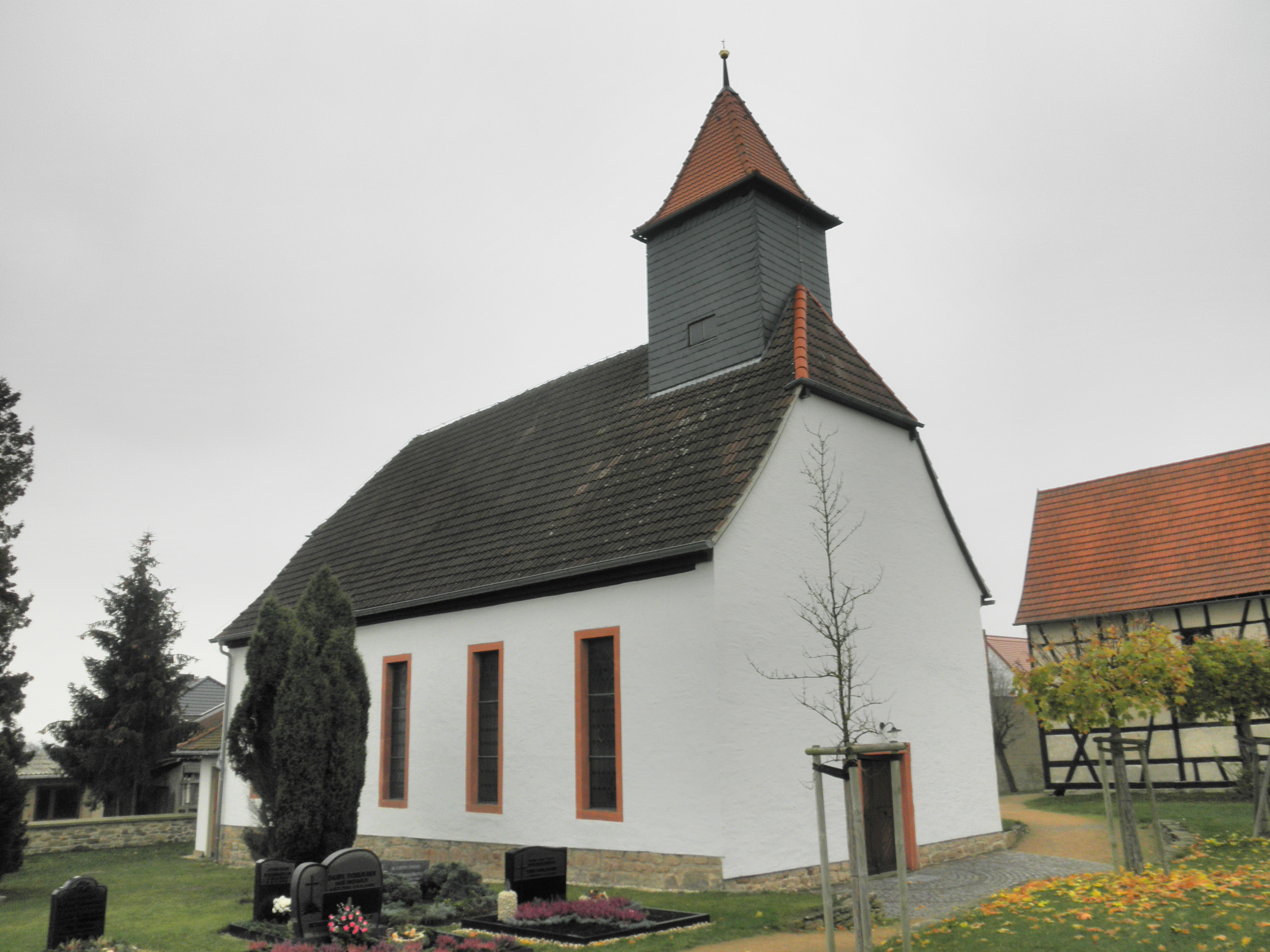
Kirche St. Salvator in Saasa
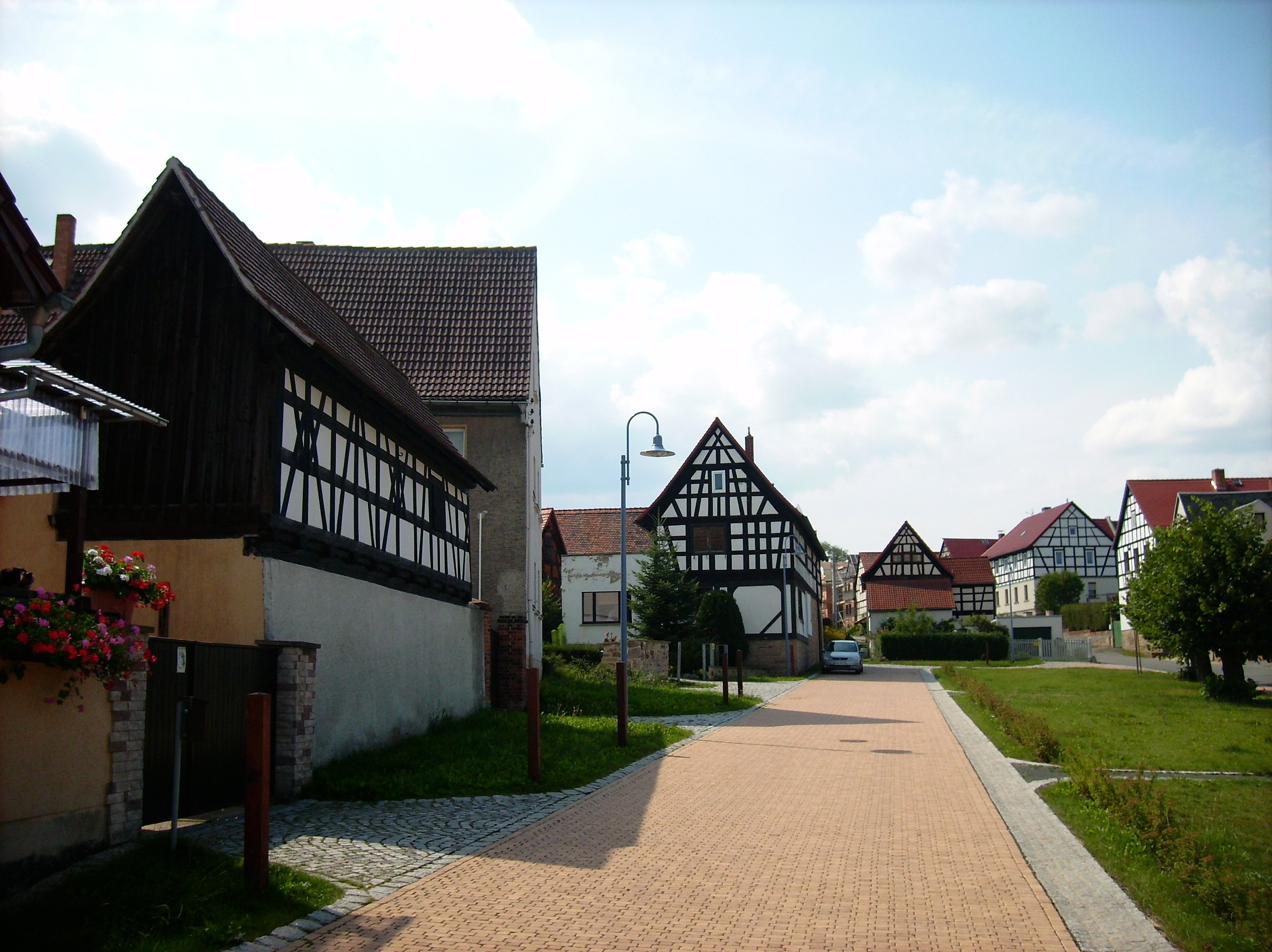
Fachwerkensemble am Anger in Saasa